# Żona fil-Baħar bejn Il-Ponta tal-Ħotba u Tal-Fessej (Għawdex)
Żona fil-Baħar bejn Il-Ponta tal-Ħotba u Tal-Fessej (Għawdex) este o arie protejată (sit de importanță comunitară — SCI) din Malta întinsă pe o suprafață de 168,84 ha, integral marine.

## Localizare
Centrul sitului Żona fil-Baħar bejn Il-Ponta tal-Ħotba u Tal-Fessej (Għawdex) este situat la coordonatele 36°01′02″N 14°15′13″E / 36.0172°N 14.2535°E.

## Înființare
Situl Żona fil-Baħar bejn Il-Ponta tal-Ħotba u Tal-Fessej (Għawdex) a fost declarat sit de importanță comunitară în august 2010 pentru a proteja un număr necunoscut de specii din flora spontană și fauna sălbatică aflate în arealul zonei.

## Biodiversitate
Situată în ecoregiunea marină mediteraneană, aria protejată conține 4 habitate naturale: Bancuri de nisip acoperite în permanență slab de apă marină, Straturi cu Posidonia (Posidonion oceanicae), Recifuri, Peșteri marine scufundate complet sau parțial.
La baza desemnării sitului se află un număr nedeclarat de specii protejate.